# Zangiku monogatari
La historia del último crisantemo -o La historia de los crisantemos tardíos- (残菊物語, Zangiku monogatari) es una película de 1939 dirigida por Kenji Mizoguchi. Es la primera de una trilogía de historias sobre el mundo del teatro de la que solamente nos ha llegado este título. Trata de la relación de un joven actor de teatro kabuki, Kikunosuke, mediocre y sin cualidades, con una niñera de la que se enamora, Otoku. 

## Argumento (incluye el desenlace)
En el Japón de los primeros años de la era Meiji, a finales del siglo XIX, asistimos a una representación de teatro kabuki a cargo de Kikunoguro V, último estandarte de una gran saga de actores. En esta representación Kikunosuke, su hijo adoptivo, fracasa estrepitosamente por su escasa habilidad, alimentada también por la vida disoluta que lleva dedicado al alcohol y las prostitutas. A pesar de ello, nadie, excepto su padre, le confiesa sus defectos, cosa que tortura a Kikunosuke (Shotaro Hanayagi), que es consciente de no estar a la altura de su padre adoptivo que, por cierto, tiene un hijo biológico de pocos meses. Tan solo Otoku (Kakuko Mori), la niñera del bebé, se sincera con el joven actor, lo que propicia el acercamiento entre ambos. Esta relación, que levanta rumores entre los demás empleados y residentes de la casa, termina por provocar el despido de Otoku, que ha de partir y volver a la casa de sus padres. 
Enterado Kikunosuke de ello va a buscarla, pero ella no se deja encontrar. Además su padre le reprocha su falta de profesionalidad y talento, que ahora se suma a la deshonra de la relación con una criada, por lo que nuestro protagonista es expulsado de su familia y parte camino de Osaka, para trabajar en otra compañía gracias a la recomendación de un amigo. Otaku no va a despedirle a la estación.
Un año después, la suerte de Kikunosuke no ha mejorado. En la nueva compañía sigue sin progresar como actor, aunque conserva, no obstante, el favor del viejo y achacoso director y actor principal, que le anima a perseverar. Un día, después de otra mala actuación, sale a la calle y encuentra a Otoku, que ha venido a verle. Ella se ha ido de su casa ha ido a Osaka para verle actuar. Se marcha a vivir con Kikunosuke a una humilde casa de huéspedes y comienzan una nueva vida con ilusión y esperanza, si bien con pocos recursos.
Un día Otoku le regala un mueble con un espejo para que pueda ensayar en casa y mejorar como actor. En ese momento les llega la noticia de la muerte del director de la compañía; su sustituto comunica a Kikunosuke que no cuenta con él, pero un amigo de este le ofrece formar parte de una compañía ambulante. A pesar de las reticencias de Otoku, que ve en ello una rebaja en sus aspiraciones y peligro de que se eche a perder en una vida disoluta. No obstante acaban aceptando por no haber mejores alternativas.
Han pasado cinco años. La compañía ambulante es una ruina en la que ni siquiera se cobra. Kikunosike además ha vuelto a la mala vida y maltrata a Otoku que sigue, sin embargo, confiada en sus posibilidades y enamorada. Avocados a la mayor de las miserias, terminan en un albergue humildísimo en el que ella empieza a mostrar una tos inquietante que preludia su enfermedad. Estando en él descubren en un periódico que una compañía tokiota en la que trabaja un antiguo compañero y amigo de Kikunosuke ha llegado a la ciudad. Otoku anima a su amado a que hable con Fukusuke, su amigo, para que le deje probar suerte en la compañía. Kikunosuke se excusa y se niega a hablar con él, pero Otoku sí lo hará por su cuenta.
Fukusuke le dice a nuestra protagonista que está dispuesto a dar esa oportunidad a Kikunosuke, pero que ha de tener presente que en el caso de que triunfe y quiera regresar a Tokio su padre solamente le aceptará de nuevo en la familia si la abandona a ella. Otoku acepta la condición, que por supuesto oculta a su amado cuando le comunica que ha sido aceptado en la compañía.
El éxito de Kikunosuke es arrollador, y le abre las puertas para volver a Tokio, donde se da por olvidada su caída en desgracia de hace seis años. En la estación de tren, de nuevo Kikunosuke se encuentra con la ausencia de Otoku, que por medio de una carta entregada a su amigo le hace saber que se ha sacrificado por él y que debe continuar con su carrera, ahora que el tiempo y el sufrimiento le han dado por fin las cualidades interpretativas a las que siempre aspiró. Él se niega, desgarrado, a separarse de ella, pero como es la voluntad de su amada, termina aceptando.
Ya en Tokio, en medio de las celebraciones por el éxito del retornado, surge la idea de ir de actuar en Osaka, para aprovechar la circunstancia de que Kikunosuke es conocido en la ciudad. 
En su retorno a la ciudad donde vivió con Otoku Kikunosike es recibido con todos los honores y su éxito es clamoroso. En agradecimiento a su público la compañía se dispone a hacer un desfile por las calles esa misma noche. Sin embargo llega su antiguo casero para decir al ahora famoso actor que Otoku está en el trance de morir en unas horas, y que quizá debería ir a visitarla para despedirse de ella. Kikunosuke, desgarrado, obtiene la autorización de su padre para visitarla. Además este le dice a su hijo adoptivo que valora su sacrificio y la considera su legítima esposa.
Cuando Kikunosuke llega junto a Otoku esta, llena de ilusión, le dice que serán felices cuando ella se cure y pide a su amado que marche para no llegar tarde al desfile, que ella lo oirá a través de la ventana. Kikunosuke marcha y desfila junto a sus compañeros. Justo mientras pasa por debajo de la ventana de Otoku ella expira, mientras él hace reverencias de agradecimiento a su público.

## Comentario
Historia del último crisantemo  es aparentemente una historia sobre el mundo del teatro, que tiene en su argumento una importancia preeminente, sin embargo laten por toda ella los temas y preocupaciones que son el núcleo de la producción cinematográfica de Mizoguchi: el sacrificio, los sentimientos y vivencias de las mujeres incomprendidas y los amores al margen de la norma social. Los muchos sacrificios de Otoku, incluyendo el final y definitivo: la renuncia a su mismo amor y a la posibilidad de una vida cómoda en la que recuperarse de su enfermedad, son realmente el motor de esta historia. El ambiente del teatro también sirve para introducir otros conceptos y tópicos recurrentes en el cine de Mizoguchi, como la relación entre lo aparente y lo verdadero, o la hipocresía de las relaciones sociales y el mundo de los rumores y los prejuicios.
Estilísticamente, es quizá la película del director japonés que mejor representa el uso del plano secuencia como unidad básica de la narrativa audiovisual. Con  apenas 140 planos en un total de 143 minutos de película, tenemos una ratio de más de un minuto de duración de media por cada plano, llegando alguno a los seis minutos de duración. Es una película construida en su totalidad con largas tomas que reencuadran la acción cuando es necesario en vez de recurrir al corte. La habilidad de Mizoguchi para planificar es absolutamente extraordinaria, sin renunciar a ningún tipo de angulación o movimiento de cámara factible técnicamente. Hay una renuncia absoluta a los primeros planos y en ocasiones, además, se recurre a la acción fuera de plano, por ejemplo en la conversación en la que el padre acaba expulsando de la familia a Kikunosuke. También juegan un papel esencial la profundidad de campo, que permite que todos los elementos del tapiz visual participen de la acción. Si bien Mizoguchi seguirá usando largos planos secuencia en sus películas posteriores, es en esta donde más presente está esta técnica, pues no hay en ella otro tipo de planos de corta duración, aparte de algún inserto o detalle explicativo. 
Lamentablemente la toma de sonido no es buena, algo bastante característico de una industria cinematográfica que fue la última en incorporar esta tecnología de forma generalizada. 

## Reparto
- Kakuko Mori como Otoku
- Shōtarō Hanayagi como Kikunosuke Onoue (Kiku)
- Kōkichi Takada como Fukusuke Nakamura (Fuku)
- Gonjurō Kawarazaki como Kikugoro Onoue, the father
- Tokusaburo Arashi como Shikan Nakamura
- Yōko Umemura como Osata
- Benkei Shiganoya como la mujer de Kikuguro
- Kinnosuke Takamatsu como Matsusuke Onoue